# Touvre
Touvre – miejscowość i gmina we Francji, w regionie Nowa Akwitania, w departamencie Charente.
Według danych na rok 1990 gminę zamieszkiwało 1 020 osób, a gęstość zaludnienia wynosiła 113 osób/km² (wśród 1467 gmin regionu Poitou-Charentes, Touvre plasuje się na 301. miejscu pod względem liczby ludności, natomiast pod względem powierzchni na miejscu 883.).